# Ad Litteram
Ad Litteram este un proiect de hip-hop românesc. A luat naștere în anul 2001, fiind până în prezent reprezentat de Cristian Scânteie Ionescu.

## Istorie
Biografie Ad Litteram:
Biografie Ad Litteram:
2001 - 2003
Proiectul a fost înființat de către Scânteie (Cristian Scânteie Ionescu). A cunoscut diverse formule, însă niciuna concretă și de lungă durată, astfel că numele de Ad Litteram este folosit ca generic de Scânteie. În August 2002 apare primul album Ad Litteram (album solo), Procesul Creației, cu invitați precum: Rimaru (R.A.C.L.A.), DJ Swamp (D.J. B.U.G. Mafia) , Brugner, Connect-R, album ce urma a fi lansat sub emblema Hades Records. Urmează colaborări cu alți artiști și trupe din rap-ul autohton, Criss Blaziny, VeritaSaga, dar și apariții pe diverse compilații, "Mortal Kombat 1","DJ Undoo prezintă Lichidare de Stoc". În septembrie 2003 apare al doilea album solo, Ad Litteram - Stâlpul Societății, care adună, din nou, la un loc nume importante din rap-ul românesc, precum R.A.C.L.A., DJ Oxi, Pirats Klan, Butch, VeritaSaga. Despre album: Pe “Stâlpul Societății” predominau piesele cu mesaj social și cele de “stradă”... În 2003 are loc și o apariție a lui Scânteie pe compilația Loop Records (Intercont Music), alături de Brigada Hades.
2004 - 2006
În aprilie 2004, lui Scânteie i se alătură M105 (Mihnea Georgescu), astfel că Ad Litteram devine, cu adevărat, o trupă. Iar în septembrie 2005, DJ Skid intră și el în componența trupei, după o apariție pe scenă alături de Scânteie și M105, la SummerSouth Fest. În aprilie 2006 se produce și întoarcerea trupei la casa de discuri Hades Records. La data de 28 septembrie are loc, în club B-52, cu ocazia competiției Battle Off Da Dome , lansarea maxi-single-ului "De aici începe totul" și a videoclipului "Sunt visul meu devenit realitate", proiectat în premieră.
2007
În data de 22 iunie 2007, în Club Suburbia, a avut loc lansarea albumului „Până la ultima suflare”, al treilea album Ad Litteram, la care s-a lucrat începând cu anul 2004. Acesta este o premieră, atât pentru trupă, cât și pentru label, fiind primul album distribuit legal, spre deosebire de celelalte două albume care au fost distribuite online/curierat/poștal, astfel că este primul album "oficial" al trupei. Albumul este caracterizat de membrii trupei ca fiind dur, stradal, sumbru, acid, matur.
După lansarea albumului, trupa a pornit într-un turneu național pentru promovarea albumului, turneul a început pe 19 iulie cu un concert la Sibiu, în Club Nadine și a continuat pe parcursul a trei luni având concerte în orașe precum Târgu Mureș, Alba Iulia, Ploiești, Iași, Suceava, Bistrița, Cluj-Napoca, Galați etc. Imaginile filmate în cadrul acestui turneu au fost folosite pentru realizarea videoclipului piesei "Asaltul fonic", în colaborare cu Shole (Crize), videoclipul a fost lansat în data de 8 Septembrie în cadrul emisiunii Yo! (Mtv).
2008 - 2009
Deși piesa lui Scânteie, "Bibelou spart", de pe compilația "Hades Records Preia Controlul 2", anunța un album solo al artistului, fapt întărit de videoclipul piesei "Asta sunt", în colaborare cu Pacha Man și DJ Dox, în 24 septembrie 2008, s-a anunțat transformarea proiectului solo într-un proiect Ad Litteram, dar cu o nouă componență, doar Scânteie (Cristian Scânteie Ionescu). Urmează premiera videoclipului la piesa "Ne-am pierdut nemurirea", realizată în colaborare cu Cedry2k și Bitza, în cadrul emisiunii Yo!, ce a avut loc în data de 25 septembrie 2008. Acest videoclip aduce o nominalizare la categoria Best Hip-Hop în cadrul ceremoniei Romanian Music Awards, 2009. În Mai 2009 apare un nou videoclip, "Himeric", în colaborare cu K-Gula, cu scopul de-a promova noul album. Demn de semnalat este că, tot în această perioadă, Scânteie (Cristian Ionescu), sparge tiparele rap-ului și lansează o carte care conținea toate versurile pieselor editate până la acea oră (Rânduri Uscate, Editura SEMNE, București 2009)
2010 – 2013
În anul 2010 (mai exact în luna octombrie) albumul „Răni cicatrizate” este pus la vânzare, album ce beneficia de 6 videoclipuri, conținând 13 piese și invitați precum: Bitza, K-gula, Doc, Vlad Dobrescu, Sonny Flame, Pacha Man, Țapinarii, Cedry2k. Este lansat cu publicul pe 6 februarie 2011 în club Silver Church. Un fapt inedit, tot în anul 2011, este apariția scurt-metrajului „Grădina cu mere”, produs de iRonic în colaborare cu Scânteie, Iulia Dănilescu și Alexandra Anghel. În 2013 apare videoclipul piesei „Legat la ochi și mâini ” , în colaborare cu Oreste Teodorescu și Makru. Piesa este inclusă pe dublul album aniversar „Ad Litteram – 10 (2002-2012)”, album ce conține cele mai reprezentative piese Ad Litteram din primii 10 ani de activitate, fiind până în prezent ultimul album Ad Litteram editat fizic.
2014 – 2017
Anul 2014 este dedicat construcției label-ului „TRIP LABEL” www.triplabel.ro o platformă de promovare, unde se găsesc îmbinate mai multe elemente: producții video, audio, web. Tot proiectul iese la lumină odată cu lansarea piesei/videoclipului „E joca!” un produs 100% Trip Label, piesa fiind în colaborare cu FreakaDaDisk (Paraziții). Urmează sigle-uri precum „O pastilă dulce” (un featuring cu Laura Gherescu) , videoclipuri la piesele: Belvedere, Un golan devenit poet, Caustic 13 cu Mario V , Infam cu R.A.C.L.A. și J.YOLO.
2018 – prezent
Anul 2018 debutează cu implicarea Ad Litteram în campania cotidianului Libertatea “SalvațiPipera”, unde contribuie cu piesa “Bogați fără noblețe”, ce beneficiază de un videoclip produs în totalitate de Ringer România. Pe 11 iunie, tot împreună cu cotidianul Libertatea, are loc premiera videoclipului “Nu fug de cuvinte”, în colaborare cu DJ Undoo, piesa ce anunță apropierea lansării noului album “Un golan devenit poet”. Albumul a fost lansat pe data de 9 martie 2024 in format fizic pe magazinul urban-shop.ro, concertul de lansare urmând să aibă loc pe 14 aprilie la Nook Club (București), ora 23:00.

## Discografie

### Albume
Discografie:
2002 Procesul Creației
2003 Stâlpul Societății

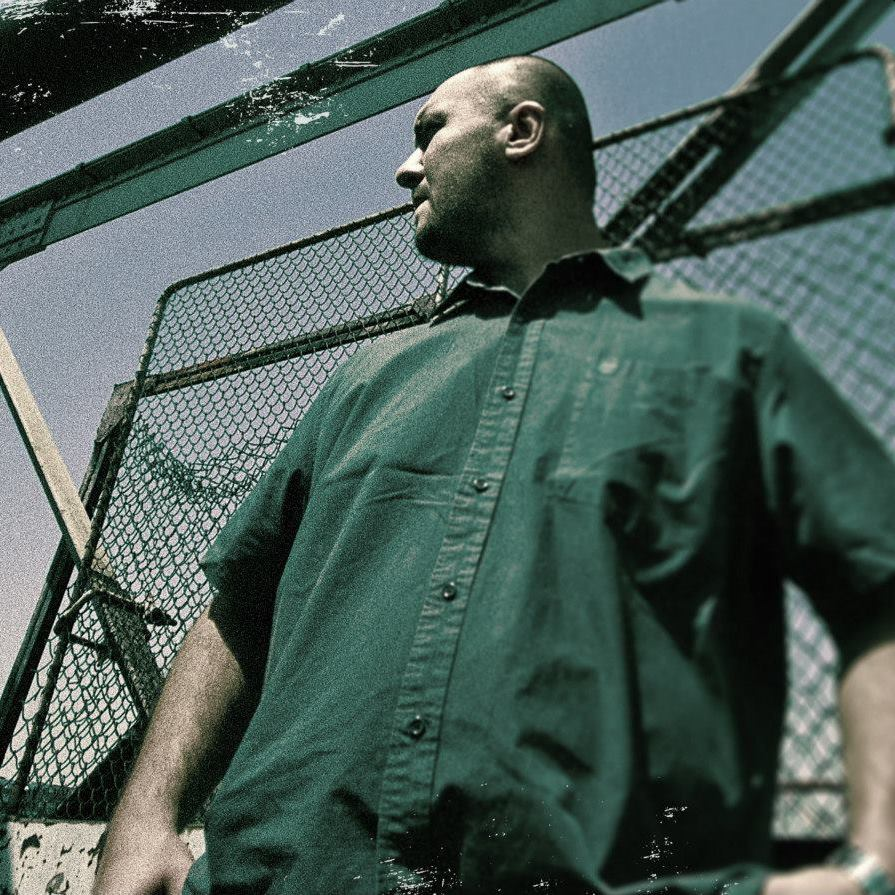
Ad Litteram

2006 De aici începe totul (maxi-single)
2007 Până la ultima suflare
2010 Răni cicatrizate
2013 Ad Litteram-10 (best of)
2024 Un golan devenit poet
| Anul | Single-ul                          | Albumul                |
| ---- | ---------------------------------- | ---------------------- |
| 2002 | "Propunere"                        | Procesul creației      |
| 2002 | "Arta cuvântului"                  | Procesul creației      |
| 2002 | "Gândire justă"                    | Procesul creației      |
| 2002 | "Lovitură de stat"                 | Procesul creației      |
| 2002 | "Nemaiauzite"                      | Procesul creației      |
| 2002 | "Picătură de lumină"               | Procesul creației      |
| 2003 | "Unde"                             | Stâlpul societății     |
| 2003 | "Mi-e teamă"                       | Stâlpul societății     |
| 2003 | "Recurs pentru memorie"            | Stâlpul societății     |
| 2003 | "Multe bârfe"                      | Stâlpul societății     |
| 2003 | "Neschimbat"                       | Stâlpul societății     |
| 2003 | "Stâlpii societății"               | Stâlpul societății     |
| 2006 | "Sunt Visul Meu Devenit Realitate" | De aici începe totul   |
| 2006 | "De aici începe totul"             | De aici începe totul   |
| 2007 | "Riposta"                          | Până la ultima suflare |
| 2007 | "Piesa ta de suflet"               | Până la ultima suflare |
| 2007 | "Riposta"                          | Până la ultima suflare |
| 2007 | "Cerc vicios"                      | Până la ultima suflare |
| 2007 | "Asaltul Fonic"                    | Până la ultima suflare |
| 2008 | "Ăsta sunt"                        | Răni cicatrizate       |
| 2008 | "Ne-am pierdut nemurirea"          | Răni cicatrizate       |
| 2009 | "Himeric"                          | Răni cicatrizate       |
| 2010 | "Răni cicatrizate"                 | Răni cicatrizate       |
| 2010 | "Dâră de sânge"                    | Răni cicatrizate       |
| 2011 | "Gânduri de noiembrie"             | Ad Litteram 10         |
| 2012 | "Legat la ochi și mâini"           | Ad Litteram 10         |
| 2014 | "E joacă!"                         |                        |
| 2015 | "O pastilă dulce"                  |                        |
| 2016 | "Belvedere"                        |                        |
| 2016 | "Caustic 13"                       |                        |
| 2017 | "Un golan devenit poet"            |                        |
| 2017 | "Infam"                            |                        |
| 2018 | "Bogați fără noblețe"              |                        |
| 2018 | "Nu fug de cuvinte"                |                        |